# St. Peter (Alstaden)

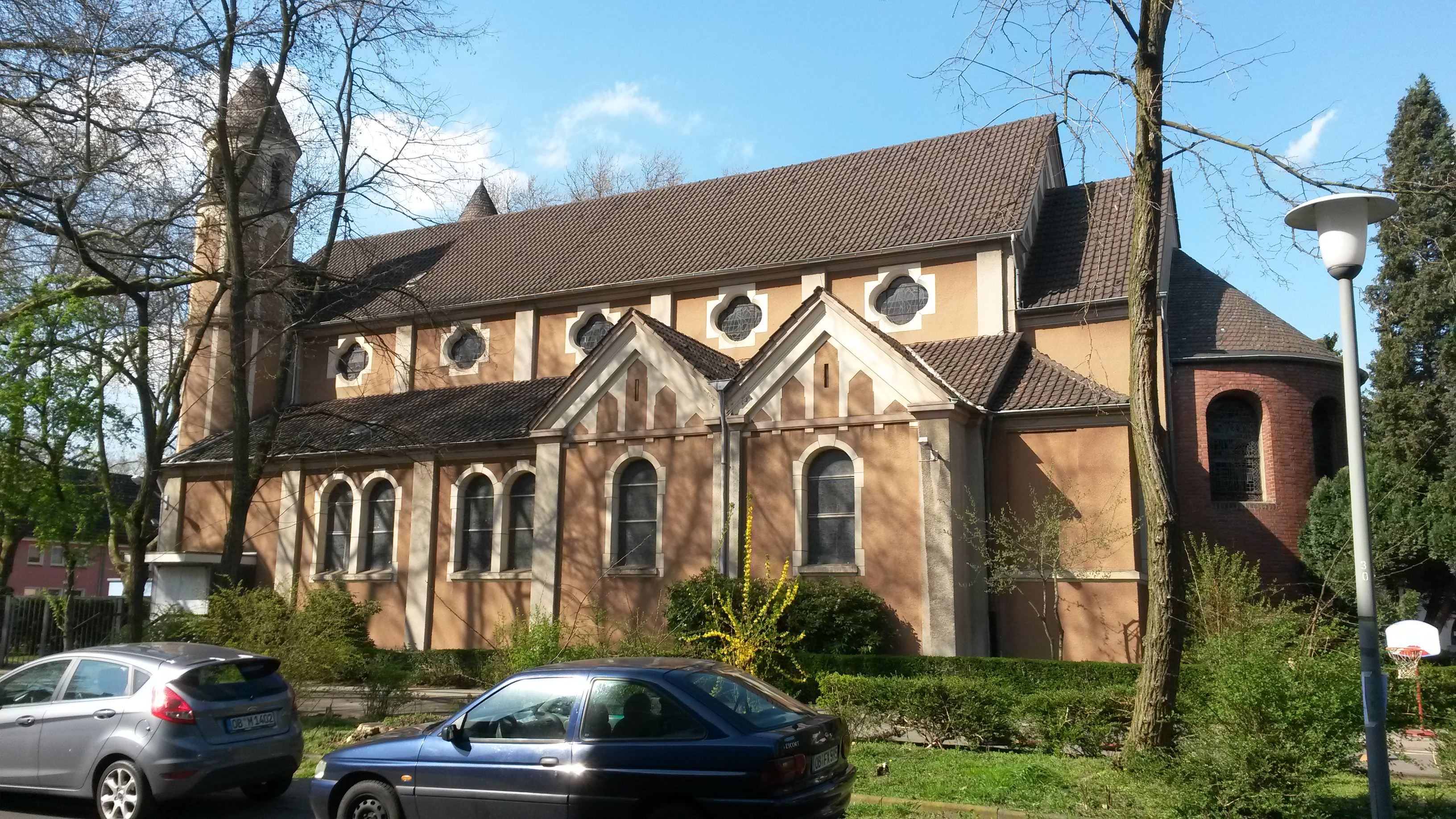
Südansicht

Die ehemalige St.-Peter-Kirche ist eine dreischiffige Basilika, die ab 1916 in der Ortschaft Alstaden an der Ruhr, einem Stadtteil der Ruhrgebietsstadt Oberhausen, erbaut und dem heiligen Petrus geweiht wurde. Seit dem 22. April 2007 war die Peterskirche eine von vier Kirchen der Großpfarrei Herz Jesu Oberhausen und die Filialkirche des Pfarrbezirks St. Antonius Alstaden und wurde im Zuge des Pfarreientwicklungsprozesses der Pfarrei am 24. Oktober 2021 außer Dienst gestellt und profaniert.
An der Kirche St. Peter war der 1995 gegründete, bekannte Gospelchor S(w)ing and Praise St. Peter Alstaden beheimatet, der seit 2021 zur Hauptkirche St. Antonius umgezogen ist.

## Lage
Die Peterskirche liegt im Norden Alstadens am nach ihr benannten Peterplatz vor einer Grünanlage und umgeben von weiteren Gebäuden der Gemeinde. Ihre Adresse lautet Peterplatz 5.

## Geschichte der Kirchengemeinde

### Vorgeschichte
Alstaden gehörte zu den letzten Gebieten im Ruhrgebiet, die christianisiert wurden. Es gab lange Zeit viele kirchliche Besitztümer im Dorf, eine eigene Kirche jedoch mangels Zugehörigkeit zu den umliegenden Klöstern (Stift Essen, Kloster Werden) nie. Die nächstgelegenen Kirchen waren die Petrikirche in Mülheim und für die Bewohner Heiderhöfens jene in Meiderich. Um 1591 setzte sich die Reformation in der Herrschaft Broich durch, zu der auch Alstaden gehörte. Seitdem war Alstaden überwiegend evangelisch.
Teil der Pfarreien St. Marien und St. Joseph
Seit 1763 gehörte das Dorf zur wiedererrichteten Pfarrei St. Marien Mülheim, deren Kirche weiterhin bei Schloss Styrum lag. Zunächst war der katholische Bevölkerungsanteil niedrig: 1809 zählte man 12 katholische Einwohner, ihre Zahl erhöhte sich bis 1864 auf 874.  Seit 1821 gehörten alle Ortschaften südlich der Emscher zum Erzbistum Köln. Der Weg zur Styrumer Pfarrkirche blieb jedoch weit.
1862 wurde die Alstadener Heide im Norden ab der Alstadener Straße von der Gemeinde Alstaden abgetrennt und der neugegründeten Bürgermeisterei Oberhausen zugeordnet. Für die angewachsenen Gemeinden in Alstaden, Unterstyrum, Unterdümpten und im Süden dieser neuen Bürgermeisterei Oberhausen – das heißt auch in der Alstadener Heide – errichtete man 1864 in Unterstyrum eine Notkirche, die als Rektorat von St. Mariae Geburt in Mülheim geführt wurde und wenig später durch einen großen Neubau ersetzt wurde, die fortan als Hauptkirche des neugeschaffenen Pfarrbezirks St. Joseph Styrum diente. Um den Weg für die Einwohner im nördlichen Teil der Pfarrei etwas zu verkürzen, wurde am 3. Oktober 1889 die Notkirche Herz Jesu am Oberhausener Marktplatz eingeweiht. Zehn Tage später wurde der Pfarrbezirk St. Joseph von der Pfarrei St. Mariä Geburt abgetrennt und zur eigenen Pfarrei erhoben.
Teil der Pfarrei Herz Jesu
Gleichzeitig wurde der Norden der Pfarre St. Joseph, Oberhausen und Alstaden-Heide, als Pfarrbezirk Herz Jesu eingerichtet. Am 26. Oktober wurde August Hortmanns als Rektor an Herz Jesu eingeführt. Schon bald setzte sich die Gemeinde Herz Jesu dafür ein, zur Pfarrei erhoben zu werden. Hauptgegner war Pfarrer Heyden aus Styrum. Obwohl dieser versetzt wurde, sprach sich auch sein Nachfolger gegen die Pfarrerhebung aus. Mit einem Schreiben an das Generalvikariat des Erzbistums Köln versuchte man, die Pfarrei St. Joseph zu umgehen, was tatsächlich auch gelang: gegen den Willen des Pfarrers von St. Joseph erhob Erzbischof Philipp Krementz Herz Jesu am 20. Oktober 1892 zur Pfarrei, August Hortmanns wurde zum ersten Pfarrer ernannt. 1909 bis 1911 wurde auf dem Gelände der Notkirche die echte Pfarrkirche Herz Jesu am Altmarkt errichtet.

### Anfänge der Kirchengemeinde
Auch die Pfarrei Herz Jesu war in drei Pfarrbezirke geteilt: neben dem Pfarrbezirk Herz Jesu und dem Pfarrbezirk St Johannes, der schon 1906 zur Pfarrei erhoben worden war, gab es den westlichen Bezirk in der Alstadener Heide, genannt Heidebezirk. 1909 gründete sich im Heidebezirk der Kirchbauverein St. Petri. Pfarrer Jacquorie von Herz Jesu besorgte ein Grundstück zum Kirchbau und von 1916 bis 1918 wurde dann unter Pfarrer Loebbels die Kirche im Heidebezirk errichtet, die 1918 von Weihbischof Lausberg als St. Petri Heide konsekriert wurde. Ferdinand Koenen wurde fortan Kaplan und Rektor an St. Petri. 1919 wurde der Kirchenchor gegründet. Bis 1920 stieg die Katholikenzahl in der neuen Filialgemeinde so sehr an, dass Erzbischof Schulte das Rektorat St. Petri Heide am 20. Mai 1920 zur eigenen Pfarrei mit dem Namen St. Peter Alstaden erhob. Am 31. Mai desselben Jahres wurde Franz Krüger als erster Pfarrer an St. Peter eingeführt.

### 1920 bis 2007: Pfarrei St. Peter

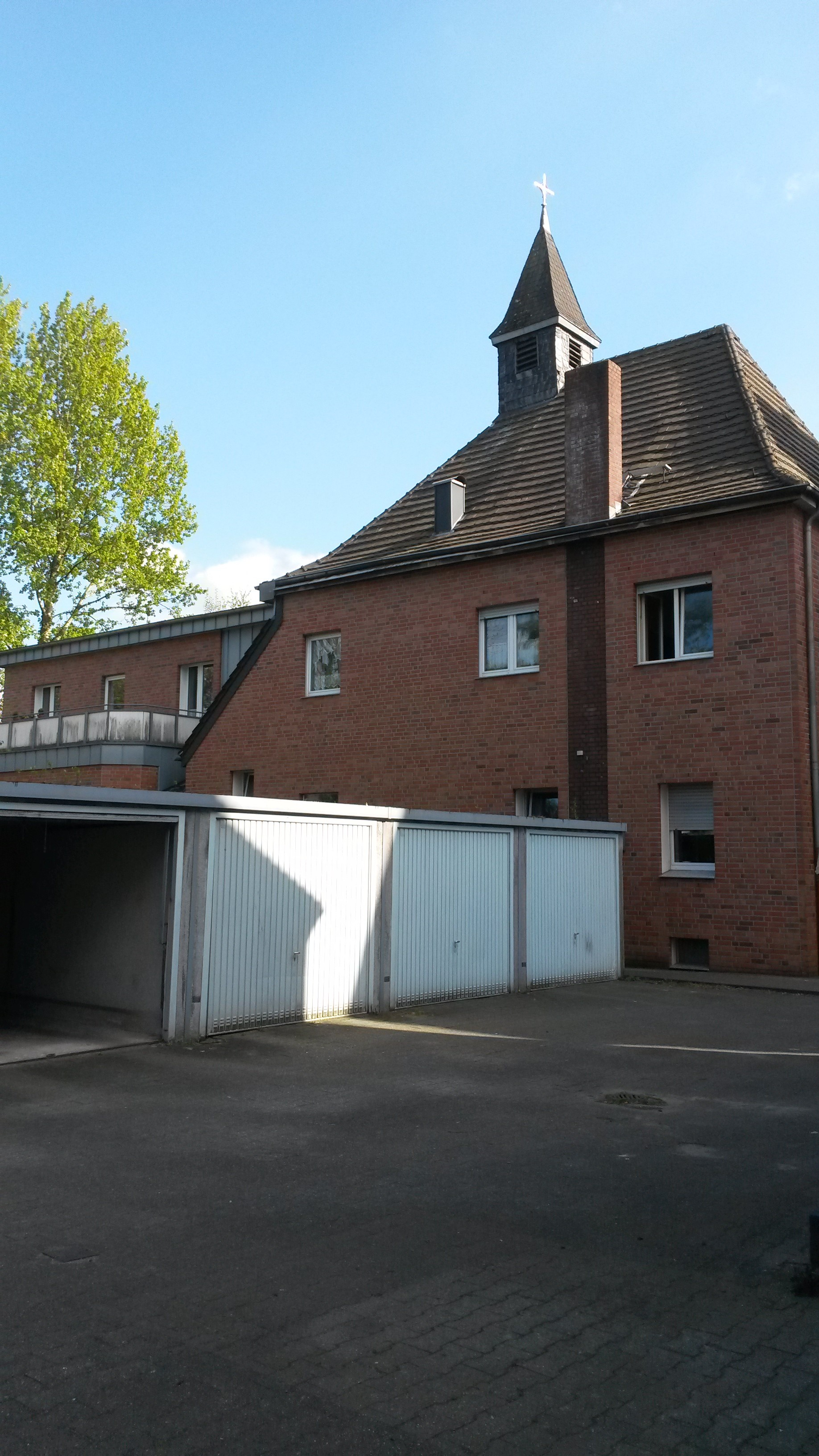
Das Kleine Kloster

1922 wurde das Pfarrhaus und das „Sälchen“ direkt neben der Kirche errichtet. In das alte Pfarrhaus an der Broicher Straße zogen 1924 Nonnen der Armen-Schwestern vom heiligen Franziskus, weshalb es zum Kloster umgebaut wurde. Zudem errichtete man ein Altenheim und einen großen Kindergarten.
Im Zweiten Weltkrieg erlitten die Gebäude der Pfarrei nur geringen Schaden. Man beschloss 1954, ein Jugendheim zu errichten. 1958 wurde St. Peter wie das gesamte Dekanat Oberhausen dem neugegründeten Ruhrbistum Essen zugeordnet.
1969 wurden die Nonnen vom Mutterhaus aus St. Peter zurückgerufen und verließen die Pfarrei. Das Kloster wurde zu einem Wohnhaus umgebaut und besteht noch heute mitsamt Glockenturm, es wird umgangssprachlich das Kleine Kloster genannt. Das Jugendheim diente seitdem auch als Pfarrheim. Seit 1972 ist die Kirche Heimat der polnischen und der italienischen Gemeinde in Oberhausen.

### Seit 2007: Pfarrei Herz Jesu, Gemeinde St. Antonius
Anfang des Jahres 2007 übernahm Pfarrer Marko Bralic auch die Betreuung der Alstadener Nachbarpfarrei St. Antonius von Padua. Am 22. April desselben Jahres wurde in einem feierlichen Pontifikalamt die neue Pfarrei Herz Jesu Oberhausen gegründet, die sich aus den ehemaligen Pfarreien Herz Jesu, St. Joseph Styrum, St. Antonius Alstaden und St. Peter Alstaden zusammensetzt. Die beiden Alstadener Pfarreien wurden zum Pfarrbezirk (umgangssprachlich „Gemeinde“) St. Antonius Alstaden vereinigt, St. Peter ist seitdem eine Filialkirche von St. Antonius.
Das Pfarrbüro befindet sich allerdings neben der Peterskirche am Peterplatz 5, außerdem besteht daneben mit dem Pfarr- und Jugendheim St. Peter, den Räumen der KAB und dem Kindergarten St. Peter ein zweites Zentrum der Gemeinde.
Das Jugendheim wird inzwischen allerdings vom Förderverein Alt-St. Peter e.V. getragen.
Seit Oktober 2017 war bekannt, dass die Kirche St. Peter samt zugehörigen Gebäuden innerhalb der nächsten Jahre zugunsten der zentraler gelegenen Alstadener Hauptkirche St. Antonius geschlossen werden muss. Die Außerdienststellung und Profanierung durch den Ruhrbischof Franz-Josef Overbeck erfolgte am 24. Oktober 2021 in einer feierlichen letzten Messe mit Übertragung des Allerheiligsten in die Antoniuskirche.
Die Großgemeinde St. Antonius hat etwa 7.640 Mitglieder und gehört damit zu den größten Gemeinden im gesamten Bistum.

## Architektur und Innenausstattung

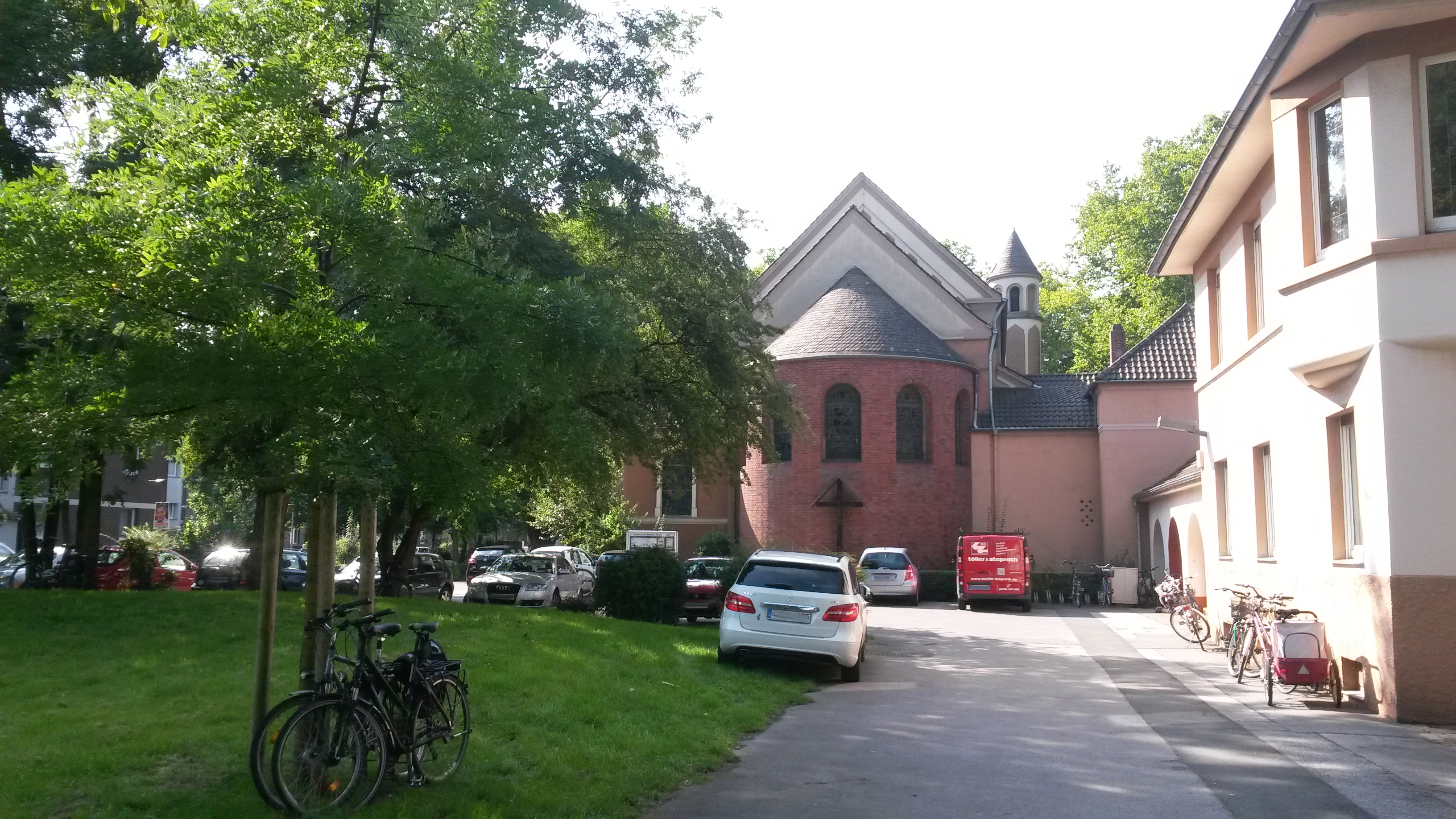
Ostansicht

Die Peterskirche wurde von 1916 bis 1918 erbaut. Es handelt sich um eine dreischiffige Basilika, wobei zwei Querhäuser im Osten der Längsseiten den Eindruck eines Baus auf kreuzförmigem Grundriss erwecken. Der querrechteckige Chor findet seinen Abschluss in einer halbrunden Ostapsis, die im Gegensatz zu den anderen verputzten Bauteilen Backsteinmauerwerk zeigt. Im Westen befinden sich zwei schlanke Türme mit einem Kegeldach – St. Peter und die große Marienkirche sind die einzigen beiden Kirchen in Oberhausen mit Zwillingstürmen.
Im Obergaden befinden sich vierpassförmige Fenster, während jene im unteren Teil rundbogig mit Schlusssteinen gestaltet sind. Im Inneren gibt es helle Wände und Gliederungselemente. Die Fenster in der Chorapsis und in den Seitenschiffen wurden von Prälat Johannes Geulen gestaltet.
Im Nordturm der Kirche befindet sich die einzige Glocke der Peterskirche, die in Gescher gegossene und 1971 geweihte Johannesglocke (Inschrift: „Bereite den Weg für den Herrn“).

## Priester der Kirche
| Wirkungszeit | Titel                     | Name              | Bemerkungen                                                                                    |
| ------------ | ------------------------- | ----------------- | ---------------------------------------------------------------------------------------------- |
| 1918–1920    | Rektor                    | Ferdinand Koenen  |                                                                                                |
| 1920–1925    | Pfarrer                   | Franz Krüger      |                                                                                                |
| 1925–1938    | Pfarrer                   | Wilhelm Weidmann  |                                                                                                |
|              | Pfarrer                   | Reiner Paar       |                                                                                                |
| bis 1970     | Pfarrer                   | Ernst Döring      |                                                                                                |
| 1970–2000    | Pfarrer                   | Johannes Pluskota |                                                                                                |
| 2000–2021    | Pfarrer, seit 2007 Pastor | Marko Bralic      | seit Anfang 2007 Pfarrer an St. Antonius und St. Peter, seit April 2007 Pastor an St. Antonius |

### Kapläne
- Franz Langenberg (1921–1922)
- Wilhelm Pyls (1922–1925)
- Josef Kintzinger (1925)
- Heinrich Cordes (1926–1934)
- Alfons Kespe (1934)
- Anton Brenig (1935–1939)
- Josef Rehne (1939–1946)
- Wilhelm Salberg (1949–1951)
- Karl Kox (1951–1955)
- Helmut Mettendorf (1955–1956)
- Klaus Steinforth (1957–1960)
- Theodor Mure (1960–1965)
- Hans-Jürgen Vogel (1956–1970)